# 加藤建夫
加藤 建夫（かとう たてお、1903年（明治36年）9月28日 - 1942年（昭和17年）5月22日）は、日本の陸軍軍人、戦闘機操縦者。最終階級は陸軍少将。位階勲等は従四位勲三等功二級。北海道上川郡東旭川村（現：旭川市東旭川町）出身。旭川中学（現：北海道旭川東高等学校）、仙台陸軍幼年学校、陸軍士官学校、陸軍大学校（専科）卒。
太平洋戦争（大東亜戦争）緒戦時、戦隊長として「加藤隼戦闘隊」こと飛行第64戦隊を率い、一式戦闘機「隼」をもって活躍した、帝国陸軍（陸軍航空部隊）のみならず日本軍を代表するエース・パイロットの一人。

## 来歴・人物

### 幼少期
1903年（明治36年）9月28日、北海道上川郡にて屯田兵として京都綴喜郡から北海道に入植した父・鉄蔵、母・キミとの間に加藤家の末子（兄・農夫也、姉・貞）として誕生する。のちに父は日露戦争に一等軍曹として旭川歩兵第27連隊に従軍、3月10日奉天会戦にて戦死、功七級金鵄勲章を受勲し曹長となった。1918年（大正7年）9月、建夫は陸軍軍人だった父兄に倣い仙台陸軍幼年学校に入校。
兄・農夫也は陸軍士官学校を優等で卒業した逸材だったが、砲兵将校として陸軍砲工学校在学中の陸軍砲兵少尉時代に、流行性感冒（インフルエンザ）で早逝する。父親代わりとして弟妹に接し、家族思いだった優しき兄を亡くした事に建夫は酷く落ち込むが、幼年学校の生徒監の支えもあり大きく持ち直し、また後の自身の人格を深く形成する事となった。

### パイロットとして

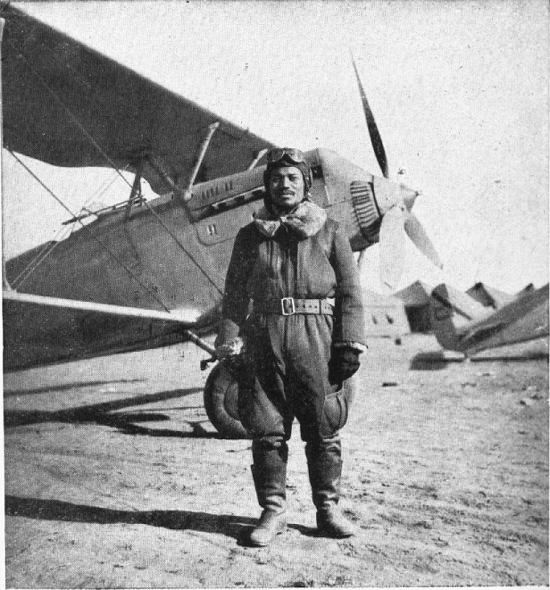
1938年春、石家荘において九五式戦闘機とともに

1925年（大正14年）7月、陸士本科（37期、兵科・歩兵）を卒業し、見習士官を経た10月26日に札幌歩兵第25連隊附の陸軍歩兵少尉に任官するも、翌27日にはもとより航空に興味のあった本人の希望で航空兵に転科し飛行第6連隊附の陸軍航空兵少尉となる（同年は帝国陸軍に独立した兵科として初めて航空兵科が設けられた年である）。1926年（大正15年）6月、所沢陸軍飛行学校に第23期操縦学生として入校し、卒業時には技量成績優秀として御賜の銀時計を拝受し後のエースとしての頭角を現す。1929年（昭和4年）6月に結婚、のちに3人の男子をもうける。なお、長男の正昭は戦後に素粒子物理学を専攻して理学博士の学位を取得。東京大学教養学部教授を経て東京大学名誉教授となった。
陸士本科の生徒隊区隊長を経て、1937年（昭和12年）10月26日には日中戦争（支那事変）に陸軍航空兵大尉・飛行第2大隊第1中隊長として従軍、1938年（昭和13年）3月25日朝、帰徳上空にて中国空軍第3大隊と交戦。この戦闘で加藤は4機を撃墜したが、僚機の川原幸助中尉を失った。翌3月26日には航空部隊として初めて加藤率いる第1中隊に感状（部隊感状）が授与されるなど活躍する。
1938年5月には陸軍大学校入校を命じられ戦地から帰国。1939年（昭和14年）3月に陸大専科卒業後、今度は陸軍航空総監部兼陸軍航空本部部員を拝命。同年7月には事変におけるエースとしての活躍が認められ、寺内寿一陸軍大将らの独・伊・米等各国への視察旅行の随行に参加。訪独時には、既に第二次世界大戦の火蓋が切られている東部戦線（ポーランド）・西部戦線の両戦線を帝国陸軍一行共々視察し、加藤は戦闘機操縦者として先進ドイツ空軍の航空事情を調査し、最新鋭のメッサーシュミット Bf 109に搭乗する機会をもった。

### 戦隊長として

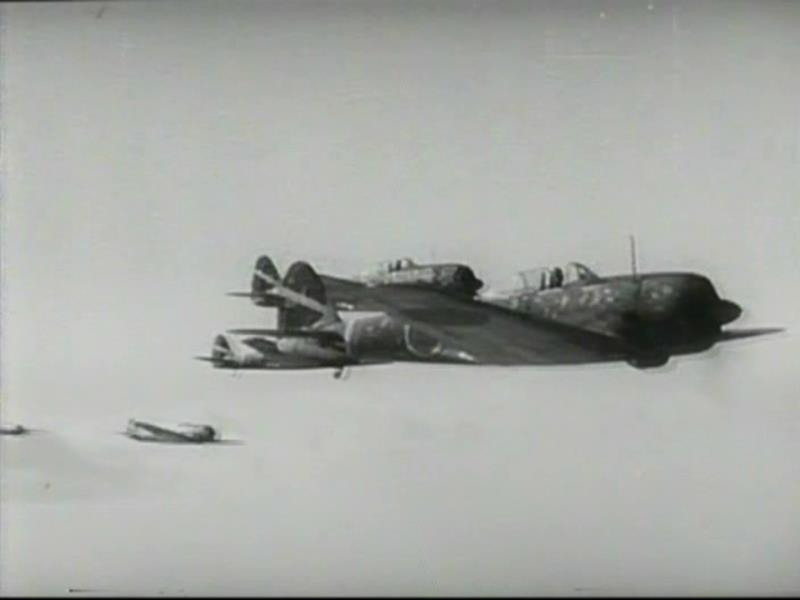
後述の映画『加藤隼戦闘隊』にて第64戦隊機を「演じた」明野陸軍飛行学校の一式戦二型（キ43-II）たち。明飛校の保有機に飛行第64戦隊第1中隊の部隊マークである「白矢印」を描いた。
なお戦隊長である加藤の搭乗機は本部所属機を示す「コバルトブルー色で縁取りされた白矢印」を部隊マークとして、さらに戦隊長標識として主翼に「白の斜線」を描く

1941年（昭和16年）4月、陸軍少佐・4代目戦隊長として広州天河飛行場駐留の飛行第64戦隊に着任。なお、第64戦隊は加藤がかつて中隊長を務めていた飛行第2大隊第1中隊と、同大隊第2中隊および独立飛行第9中隊の計3個飛行中隊が合同して1938年8月1日に編成された飛行戦隊である。
1941年8月末に部隊は新鋭の一式戦「隼」に機種改変を行い、ここに「加藤隼戦闘隊」が誕生した。
太平洋戦争開戦後、第64戦隊と「隼」は各地の航空撃滅戦において連合軍を圧倒、加藤自身も積極的に「隼」に搭乗し戦隊長として空中指揮・戦闘に活躍し、南方作戦の成功に大きく貢献している。中でも1942年（昭和17年）2月14日、オランダ領東インド（インドネシア）パレンバン大油田地帯に対して行われたパレンバン空挺作戦において、奇襲空挺攻撃を行う第1挺進団（空の神兵）の護衛・援護を第64戦隊と第59戦隊の「隼」が担当した際には（加藤は戦闘隊指揮官として第59戦隊を含む統一指揮）、イギリス空軍のホーカー ハリケーン2機を確実撃墜している（マクナマラ少尉機・マッカロック少尉機、この撃墜戦果の内1機は加藤の戦果とされている。この他更に2機が燃料切れで不時着）。この空挺作戦において、「隼」と挺進兵を乗せた輸送機に損害はなく（唯一、爆弾倉を用いて物料箱の投下にあたっていた飛行第98戦隊の九七式重爆撃機1機が高射砲の攻撃により墜落のみ）、無事降下した挺進団はパレンバン油田・製油所・飛行場・市街地全てを1日で制圧している。これによって、日本軍は太平洋戦争の開戦意義であり最重要攻略目標である南方資源地帯確保を達成した。同年2月19日、陸軍中佐に昇進。
なお、第64戦隊は終戦までに計7枚（うち1枚は加藤の個人感状、飛行第2大隊時代を含めると計9枚）と日本軍最多数の感状を拝受しているが、うち3枚はマレー上陸作戦（船団護衛）・パレンバン空挺作戦・ジャワ上陸作戦の活躍によるものであった。
以下の一式戦の戦果は、戦史家梅本弘が日本軍の戦果記録を連合軍の損害記録たる一次史料と照会した「確認が出来た最小限で確実な数字たる戦果」である。第64戦隊・第59戦隊の一式戦は太平洋戦争緒戦の空戦において実質約4倍の数を、対戦闘機戦では約3倍の数の敵機を撃墜した。
- 1941年(昭和16)12月8日の開戦（マレー作戦開始）から1942年(昭和17)3月9日（蘭印作戦終了）の期間中
  - 第59戦隊・第64戦隊の一式戦は連合軍機61機撃墜（第59戦隊30機、第64戦隊27機、両戦隊協同4機）
    - 撃墜連合軍機の機種内訳は戦闘機43機
    - さらに蘭印作戦中にバタビア沖上空にて1機のB-17E（フランクリン機長、41-2503号機）を撃墜 [2]

  - 日本軍側の空戦による損害は第59戦隊・第64戦隊計16機喪失（戦死11名・生還5名）

各地を制圧した第64戦隊と一式戦は3月21日からビルマ戦線に転戦、このビルマ航空戦で主にイギリス空軍およびアメリカ陸軍航空軍（初期はフライング・タイガース(AVG)を含む）と交戦し、同月23日には損害無くハリケーン1機を撃墜（第136飛行隊ブラウン少尉機）し同戦線における初戦果を収めている。このビルマ航空戦に第64戦隊および飛行第50戦隊は長期間従軍しまたエース多数を輩出、一式戦を主力とし大戦末期に至るまで連合軍空軍と互角の戦いを繰り広げることとなる。

### 最期

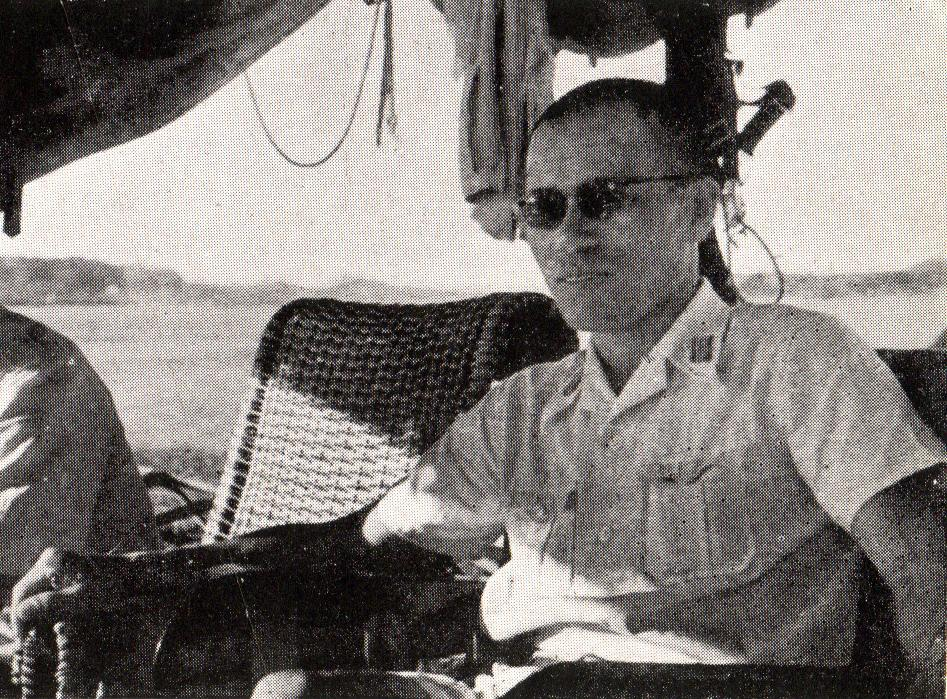
加藤建夫（1942年初頭の南方戦線にて）

しかし1942年5月22日、第64戦隊が臨時に駐屯していたアキャブ飛行場にイギリス空軍ブレニム1機（第60飛行隊マーチン・ハガード准尉機）が来襲し爆撃。加藤中佐機以下5機が邀撃するも、後上方銃座（射手マクラッキー軍曹）の巧みな射撃により安田義人曹長機・大谷益造大尉機が被弾し途中帰還、さらに1機が最初の近接降下攻撃からの引起し時に機体腹部（燃料タンク部）に集中掃射を浴び発火。この機体こそが戦隊長加藤建夫中佐機であり、ベンガル湾上のため帰還・不時着は不可能と悟った加藤中佐は僚機の近藤曹長機に向けて翼をゆっくり大きくふると、機を左に反転（「自分が無傷で敵地で自爆するのは難しい。超低空で反転操作をすることだ」の日頃の言葉の通り）、背面飛行になって高度200mからビルマ（現・ミャンマー）アンサンヨウ（アレサンヨウ）西方沖約10kmのベンガル湾の水面に炎を噴きながら突入、14時30分に壮烈な自爆を遂げた。なお、イギリス側の文献、ジョン・レーク著『Blenheim Squadrons of World War 2』では、「ブレニムからの連射による被弾によって加藤機のコントロール・ワイヤーが切断、あるいは加藤自身が被弾の際に重傷を負い意識不明となったのではないか」と自爆を否定する見方をしており、戦後の『アニメンタリー 決断』第14話「加藤隼戦闘隊」ではこのレークの説を用いた脚本になっている。
この前日の5月21日、乗機の故障・発火によりコックスバザー南東で落下傘降下した清水武陸軍准尉の捜索・救出を加藤は現地義勇軍に依頼。さらに戦死当日の22日、第64戦隊はこのアキャブ飛行場を引き上げトングー飛行場に転進するため空中勤務者達は身支度を整えていた状態であったが、清水准尉の安否を気遣う加藤は義勇軍からの遅い返答を待ち戦隊のアキャブ出発を見合わせていた状態であった。そのため、加藤が返答を待たずに予定通りアキャブを出発していた場合、ブレニムの攻撃に遭遇することなく戦死を回避できていた可能性がある。実際は、捕虜になっていた清水准尉は「インドのビネカール捕虜収容所にて、海岸に漂着しイギリス軍に回収されていた加藤の手帳を見せられ自責の念にかられ落涙がとまらなくなった」という。
享年38。推定総撃墜数は18機以上。

### 戦死後

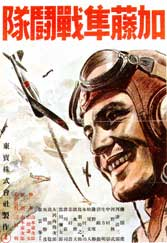
映画『加藤隼戦闘隊』のポスター

累計6回の部隊感状（加藤を指揮官とする）に加え、改めて1942年5月30日に南方軍総司令官寺内寿一大将から個人感状が授与され、また後には帝国陸軍史上初となる二階級特進および、異例の功二級金鵄勲章拝受の栄誉を受けた。個人感状では「ソノ武功一ニ中佐ノ高邁ナル人格ト卓越セル指揮統帥及ビ優秀ナル操縦技能ニ負フモノニシテ其ノ存在ハ実ニ陸軍航空部隊ノ至宝タリ」と評され、大元帥（昭和天皇）の上聞に達し、これによって第64戦隊の戦隊歌の歌詞は「七度重なる感状」となった。
その活躍と、その人格・人徳から部下からは生前から「軍神」と尊敬（そのストイックな武士道から加藤教と呼ぶ者もいた）されていたが、7月22日には陸軍省から正式に「軍神加藤少将戦死」と国民に向けて発表され、23日付の各新聞ではトップ・ニュースとして一面で扱われ一般からも賞賛を得ることになった。朝日新聞では「仰ぐ軍神・加藤建夫少将」の見出しに「前線の加藤少将と新鋭戦闘機「隼」」「建軍以来感状の最高記録」の副題を付け、加藤を「隼」の写真とともに大々的に報道し、7月29日公開日本ニュース第112号「脱帽 感状七度軍神 加藤少将」では、在りし日の映像とともに「帝国陸軍 空の至宝 加藤建夫中佐」と謳い、写真週報8月5日号では「噫々軍神 加藤建夫少将」「双葉より神鷲の面影」、9月16日号では「敵空軍恐怖の的 隼」と特集するなど連日大々的に扱われていた。これによって、加藤は「空の軍神」・「軍神加藤少将」・「隼戦闘隊長」として当時の全国民の知る伝説的英雄となり、また加藤の活躍と相まって、一式戦「隼」は太平洋戦争中の日本軍戦闘機の中でも最も有名な戦闘機として知られることになった。
9月22日、秋雨降る築地本願寺にて陸軍葬が執り行われた。葬儀には近衛師団の近衛兵による儀仗に加え、弔辞は参謀総長杉山元大将が奉読、内閣総理大臣東条英機大将をはじめ多くの陸海軍高官らが参列した。その模様は「脱帽 空の軍神 加藤少将陸軍葬」と題し日本ニュース第121号で放映されている。墓所は、旭川市豊岡の愛宕墓地および東京都府中市の多磨霊園（遺族は当時小金井市に居住していた）。旭川市東旭川町の旭川神社境内にある兵村記念館には、加藤に関する貴重な資料が展示されている。
1944年（昭和19年）には戦意高揚の意もあって『加藤隼戦闘隊』として映画化（加藤役・藤田進）、劇中歌でもある部隊歌とともに大ヒットした。

## 人物像

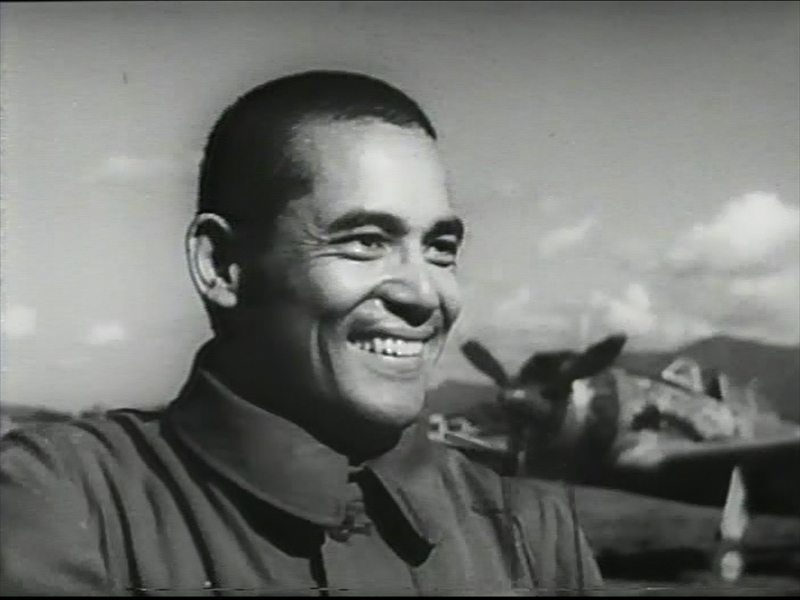
映画『加藤隼戦闘隊』にて藤田進演ずる加藤建夫と第64戦隊機を「演じた」一式戦「隼」二型（キ43-II）

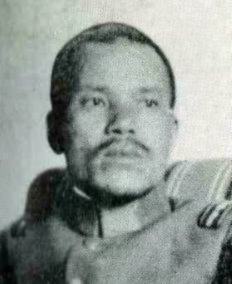
陸軍航空兵大尉当時の加藤

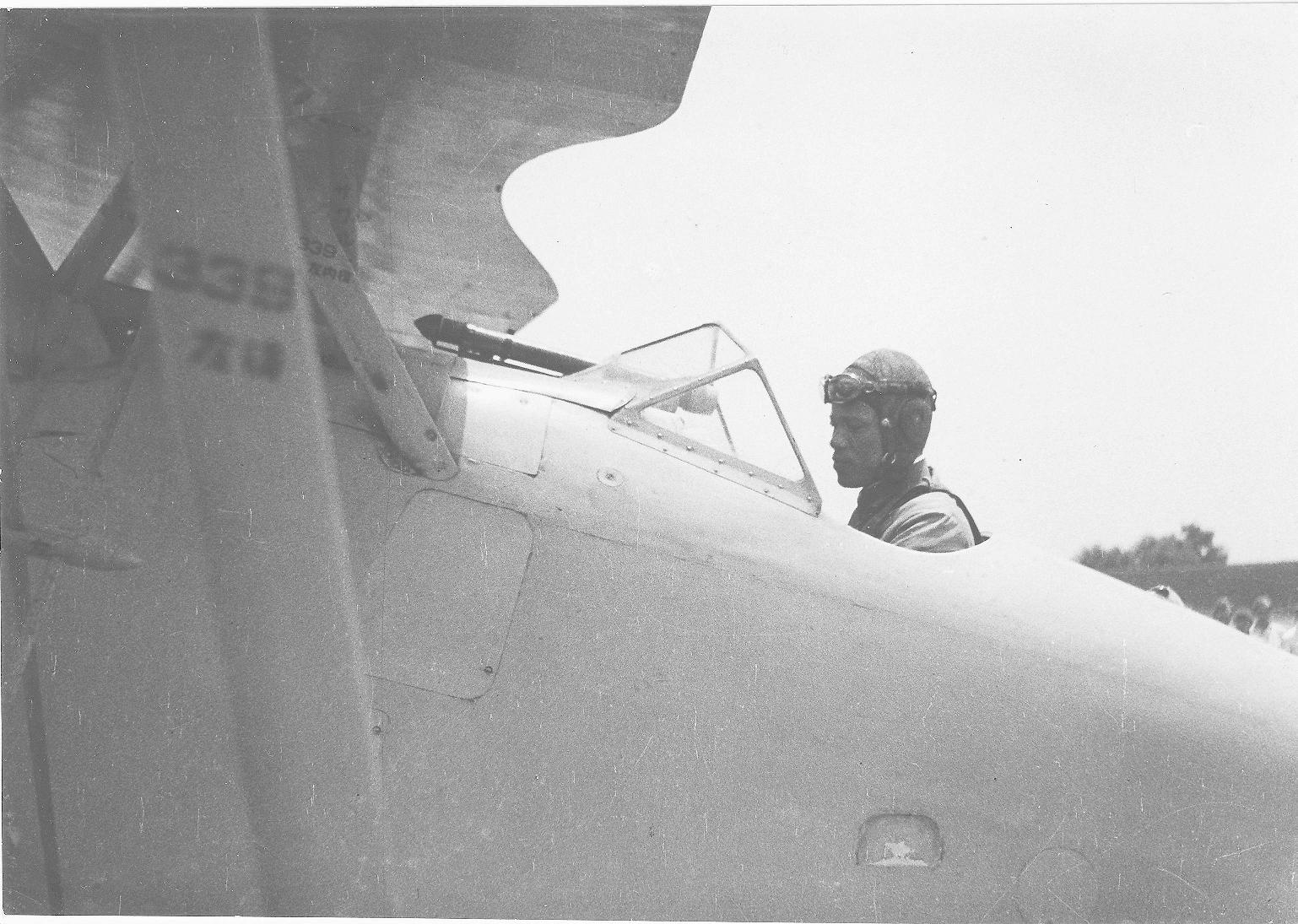
1938年5月、彰徳にて

性格はユーモアに溢れ部下想い、当時としては長身である約170 cmの身長に日本人離れした彫りの深い顔立ちであった。苦しいことは進んで自分で引き受け、それを自分でやってのけた。上官にどんな意見を具申しても、自分がその中の一番苦しい仕事をやる計画だった。飛べる飛行機が1機しかなければ、自分自身が乗って行った。
戦地で鹵獲したイギリス空軍のホーカー ハリケーンの操縦を僅か2、3日でマスターし、高等飛行を成し遂げるなど、操縦者として類稀なる素質と実力を持つ帝国陸軍古株の飛行機乗りであるとともに、部下思いの指揮官であった。それに応える様に部下も加藤を強く信頼・尊敬し、中でも第64戦隊で中隊長として活躍し本土防空戦で「義足のエース」・「隻脚のエース」と謳われた檜與平少佐は晩年まで加藤を強く慕っていた。
日中戦争時の1938年（昭和13年）2月には、同年1月に戦死した川井曹長および、敵軍将兵に敬意を払い自身らが撃墜破した数多の中国空軍（国民革命軍）機の操縦者を弔うため、敵味方隔てなくそれぞれ2つの加藤部隊長名義の花環を作り空中から戦場に捧げている。また同月31日に西安の「敬愛スル中国戦斗隊操縦者」に「満腔敬意ヲ表ス」の上で「更ニ願クバ我飛行場モ来襲セラレンコトヲ」という挑戦状まで差し上げた。
また戦闘機隊指揮官として個人撃墜数には全く拘らず、日中戦争時には中隊長として自ら率先して描いていた「赤鷲の片翼」の撃墜マークを、戦隊長たる太平洋戦争時には描く事を禁止し、あくまで編隊空戦を第一として、部下に対しては日頃から「個人の功に走るな」と訓示していた。爆撃任務に向かう九七重爆隊の直掩任務において、部下達が直掩を手薄にして敵迎撃機の撃墜に走り戦果を「稼いでしまった」時には「任務にはずれている」と強く叱責するなど、あくまで部隊全体・任務全体を考えることを命じた。そのため、加藤は空戦指揮のために、それほど性能がよくなかったものの無線機（無線電話）による戦隊の運用を重視していた。
太平洋戦争開戦時、加藤は38歳。戦闘機操縦者としては高齢であり、他の部隊ならば通常は地上で作戦指揮を行なうことが多かった（大佐や中佐クラスの高級将校が長を務める飛行団長・戦隊長は、指揮官として搭乗し戦場で実際に空中指揮を執るのは戦隊が全力出撃を行う「ここ一番の作戦」のみが一般的）が帝国陸軍航空部隊の指揮官率先を忠実にまもり、たとえ些細な任務でも編隊の先頭一番機として飛んでいた模範的名指揮官であった。また、「見張り」を厳重にするため厳冬期でも天蓋（キャノピー）を閉めることは稀であった。
これらの南方での加藤及び第64戦隊を物語るエピソードは、加藤戦死後に第64戦隊から内地の明野陸軍飛行学校に甲種学生（中隊長教育を受ける）として転属となった檜與平中尉、遠藤健中尉両名が大戦当時に内地で著した戦記『加藤隼戦闘部隊』などに記述されている他、これを原作とした先述の映画『加藤隼戦闘隊』でも詳細に描写されている。
「隼」は高速性に加え九七戦並みの格闘性能を求められた。特に初期型は極端な軽量化による弊害で機体の強度が低く、事故が多発したため主桁が強化されることとなったが、操縦者らの受けは悪かった。そこで加藤自ら「隼」に乗り込んで、無茶とも思える高等飛行を披露して不安を払拭したという逸話がある。また「隼」は飛行時間は優に6時間を超えたが、その様な長距離の作戦で加藤は時に1日2回も出撃することがよくあった。さすがに20歳前後の若手操縦者も音をあげて「腰が痛い、部隊長殿は大丈夫ですか」と聞くと、加藤は「若い者が痛むのに、この老人が痛まぬはずがない」と答えつつ再び出撃していったという。
加藤は機体性能の研究にも強い関心をもっていた。墜落した敵機を詳細に研究し、敵機の弱点などを調べるよう努めた。その中で、防弾装備など敵側の優れた所などを、自軍に取り入れる可能性などを研究する態度をつねに示した。
加藤は人参袋（騎兵が馬に飼料で与える人参などを入れる袋）を飛行服に下げていた。袋には磁石、麻縄、小刀、ナイフ、フォーク、マッチ（不時着時の飛行機処分用）などが入っていた。「航空部隊の生命は機動力である。所持品はできるだけ簡単にー」の言葉通り、この袋一つで後進が来るまで最前線の前進基地に進出したのである。袋には内地の見ず知らずの人から送られたお守り袋など同じ神社のものまで大切にして入れていた。これについては、部下に対して「送ってくれた人に悪いから」と説明している。

### 趣味
加藤の並々ならぬ一番の趣味は写真撮影であり、カメラはローライフレックス他、戦死の直前まではコンタックス製品を愛用していた。日中戦争当時から陣中にカメラを持ち込んでおり、戦地とはいえ日頃の熱心な趣味としており遺作も残っている。
スポーツ全般も得意としており、中でも北海道出身らしくスキーの腕前は確かなもので、戦前に親しい航空兵将校ら同士で開いたスキー会では一二を争う腕前であった。第64戦隊長時代には「空中勤務者は健康が第一」という信条から、部下をテニスや野球に誘い、占領した英空軍の飛行場では英軍将校が残していった飛行場併設のゴルフコースでゴルフを嗜んでいた程であった。相手の必要なスポーツが出来ないときは、一人でマラソンをして体力を鍛えていた。
風呂好きであり「風呂に入らねばどうもさっぱりせん」と前線でもドラム缶風呂での入浴を楽しみ、風呂上りには部下らと打ち解けて話をすることも多かったという。夫人の回顧では、内地時代は特に澄んだ湯を好み、家では一番湯を楽しんだという。作戦の立案などで忙しい時に風呂の用意ができた事を知らされると、部下に「先に入れよ」と言いながらも、入れないことを大層残念そうにしていたという。
煙草は太巻煙草を好んでいた。愛煙家であったが前線では煙草の補給がないことも稀ではなかったため、その時は部下らに自分のとって置きの煙草を分け与えていた。戦死の3日前、檜少尉が煙草を土産に病院から帰還したところ「よく気がついてくれた」とそれを喜んだが、結局缶のフタを開けることはなかった。物への執心をまるで見せなかった加藤だが、煙草に対してだけは戦地で手に入るとそれを非常に喜んだという。
食の嗜好としては、周囲からは果物好きとして知られていた。

### 死生観
日中戦争時代の洛陽攻撃で川原中尉を失った時に髭をそり落とし霊前に手向けて以来、加藤の右手として活躍し強く信頼されていた安間大尉の未帰還以外は、部下を失っても淡々とした表情であったが、心の懊悩は深いものがあった。
加藤は常に自ら率先して危地に飛び込み「死を見ること帰するが如し」を実践した。部下には「ただ、死の覚悟が出来たというだけでは足らぬと思う。生きている限り、心身をみがき何かの役に立たねばならないのだ。そして、死を跳躍台として悠久（ゆうきゅう）に生きるのだ」と語っている。

## 経歴
- 1903年（明治36年）9月28日 -北海道旭川にて誕生
- 1918年（大正7年）- 仙台幼年学校入学
- 1925年（大正14年）- 仙台幼年学校を経て、陸軍士官学校卒業（37期）
- 1927年（昭和2年）- 所沢陸軍飛行学校卒業
- 1928年（昭和3年）- 所沢飛校教官
- 1932年（昭和7年）- 明野陸軍飛行学校教官
- 1936年（昭和11年）- 飛行第5連隊中隊長
- 1937年（昭和12年） - 飛行第2大隊第1中隊長
- 1939年（昭和14年） - 陸軍大学校専科卒業、陸軍航空本部員
- 1941年（昭和16年） - 飛行第64戦隊長
- 1942年（昭和17年）5月22日 -  ベンガル湾上空で乗機が被弾発火、帰還見込みなく自爆戦死

## 栄典
- 1942年（昭和17年）5月22日 - 正五位・従四位[11]

## 演じた俳優・声優
- 藤田進（『加藤隼戦闘隊』）
- 佐藤允（『あゝ陸軍 隼戦闘隊』）
- 柴田秀勝（『アニメンタリー 決断』）

## 顕彰歌
- 『空の軍神』 作詞：西條八十、作曲：古関裕而、歌：藤山一郎
- 『軍神加藤少将』 作詞：勝承夫、作曲：佐々木俊一、歌：藤原義江